# Georg Peters (Politiker, 1908)
Georg Peters (vollständiger Name: Georg Bartelt Peters; * 29. März 1908 in Marienhafe; † 3. August 1992 in Norden) war ein deutscher Politiker der SPD.

## Biografie

### Ausbildung und Beruf
Nach dem Besuch der Volksschule absolvierte Peters eine Lehre zum Schriftsetzer, während der er bereits 1923 der Gewerkschaft beitrat. Ein Jahr später wurde er Mitglied der Sozialistischen Arbeiterjugend und trat 1926 der SPD bei. Nach einer Zeit als Wandergeselle besuchte er die Volkshochschule und dann die Arbeiterwirtschaftsschule. Im Zweiten Weltkrieg war er von 1942 bis 1945 Soldat. Nach dem Zweiten Weltkrieg beteiligte er sich am Wiederaufbau der SPD in Ostfriesland und wurde deren Vorsitzender im Kreis Norden. Außerdem gehörte er dem Parteiausschuss im Bezirksverband Weser-Ems an. Peters gehörte von 1949 bis 1972 dem Deutschen Bundestag an. Er gewann dabei stets das Direktmandat im Wahlkreis Aurich-Emden bzw. 1965 und 1969 Emden-Leer, zuletzt mit 50,8 Prozent der Erststimmen.

### Öffentliche Ämter
Von 1946 bis 1949, von 1956 bis 1964 und von 1972 bis 1976 war Peters Landrat des Kreises Norden. In dieser Eigenschaft wurde er 1972 Vorsitzender des Gründungsausschusses der Schutzgemeinschaft Deutsche Nordseeküste, dessen Vorsitzender er von 1972 bis 1982 war. Er gehörte zeitweise dem Verfassungsausschuss des niedersächsischen Landkreistages an. Von 1964 bis 1968 war Peters Bürgermeister in Norden.

### Ehrungen
- 1970 wurde Georg Peters mit der Silbernen Ehrennadel der Deutschen Gesellschaft zur
Rettung Schiffbrüchiger(DGzRS) ausgezeichnet.[1]
- Für sein Lebenswerk wurde er 1973 mit dem Großen Verdienstorden der Bundesrepublik Deutschland geehrt.[1]
- Die Marie-Juchacz-Plakette der Arbeiterwohlfahrt wurde ihm 1973 verliehen.